# Електросъпротивителна пещ
Електросъпротивителна пещ (на английски: resistance furnace) е електрическа пещ, в която могат да се получат температури до 3000 °С от електрически ток, преминаващ през електросъпротивителни проводници. Такива пещи се използват широко за термична обработка, за загряване на материали преди обработката им под налягане (пресоване), за сушене и топене на материали. В съответствие със закона на Джаул-Ленц, количеството топлина, отделяно в нагревателния елемент (проводника), е пропорционално на квадрата на силата на тока, електрическото съпротивление на проводника и времето за преминаване на тока. Чрез избиране на подходящи стойности на тока и съпротивлението може да получи достатъчна мощност за нагряване до определена температура, вкл. и за топене на метали.
Проектирането на съпротивителните пещи често се съпровожда с анализ, за да се постигне оптимално конструктивно решение.

## Класификация
Според начина на получаването на топлината от електрическия ток, електросъпротивителните пещи биват два вида:
- с директно нагряване  (на френски: four a chauffage direct par) – електросъпротивителна пещ, в която топлинната енергия се отделя в самия материал (обекта за нагряване), включен в електрическата верига.[2] Такова нагряване позволява в обема на обекта да се съсредоточи голяма мощност и да се постигне достатъчно бързо нагряване (от порядъка на секунди);
- с косвено нагряване (на английски: resistance furnace) – електросъпротивителна пещ, в която електрическата енергия се преобразува в топлинна при протичане на тока през нагревателните елементи, а предаването на топлинната енергия към обекта за нагряване става чрез излъчване, конвекция и топлопроводимост.

## Конструктивни особености
Пещта се състои от работна камера, облицована със слой огнеупорен материал, в който са разположени електрическите нагреватели, и която е изолирана от металния кожух чрез топлоизолационен слой.
Детайлите, работещи в камерата на пещта, механизмите, а също и нагревателните елементи се изработват от огнеустойчиви стомани и други материали с подобни качества. За нагревателните елементи и детайли, работещи в условията на високи температури, се използва нихром (температура на експлоатация 800 – 1100 °С); кантал (температура на експлоатация до 1375 °С); керамични материали (температура на експлоатация до 1800 °С); труднотопими метали (молибден, волфрам, тантал, ниобий) с температура на експлоатация до 2500 °С.
Към лабораторните електросъпротивителни пещи се отнасят и малки по размери тръбни, муфелни и камерни пещи, а също термостати и сушилни шкафове.
Всички индустриални и лабораторни пещи се осигуряват с автоматично регулиране на температурния режим.